# 東谷川 (徳島県)
東谷川（ひがしだにがわ）は、徳島県海部郡牟岐町を流れる二級河川である。

## 地理
海部郡牟岐町大字灘字東谷から牟岐町内を経て太平洋へ注ぐ。流域一帯は鍛冶屋谷山 (353.2m) が聳えており、河口付近では西側に牟岐川が流れている。

## 流域の主な施設
- 徳島県立牟岐少年自然の家
- モラスコむぎ
- 鍛冶屋谷山 (353.2m)